# Geert van den Boomen

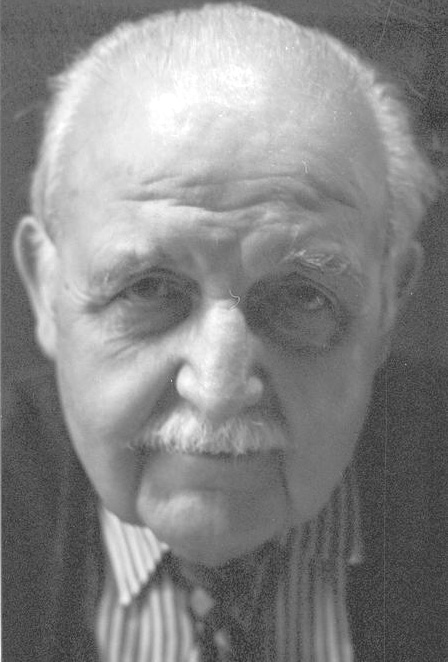
Geert van den Boomen in 2001

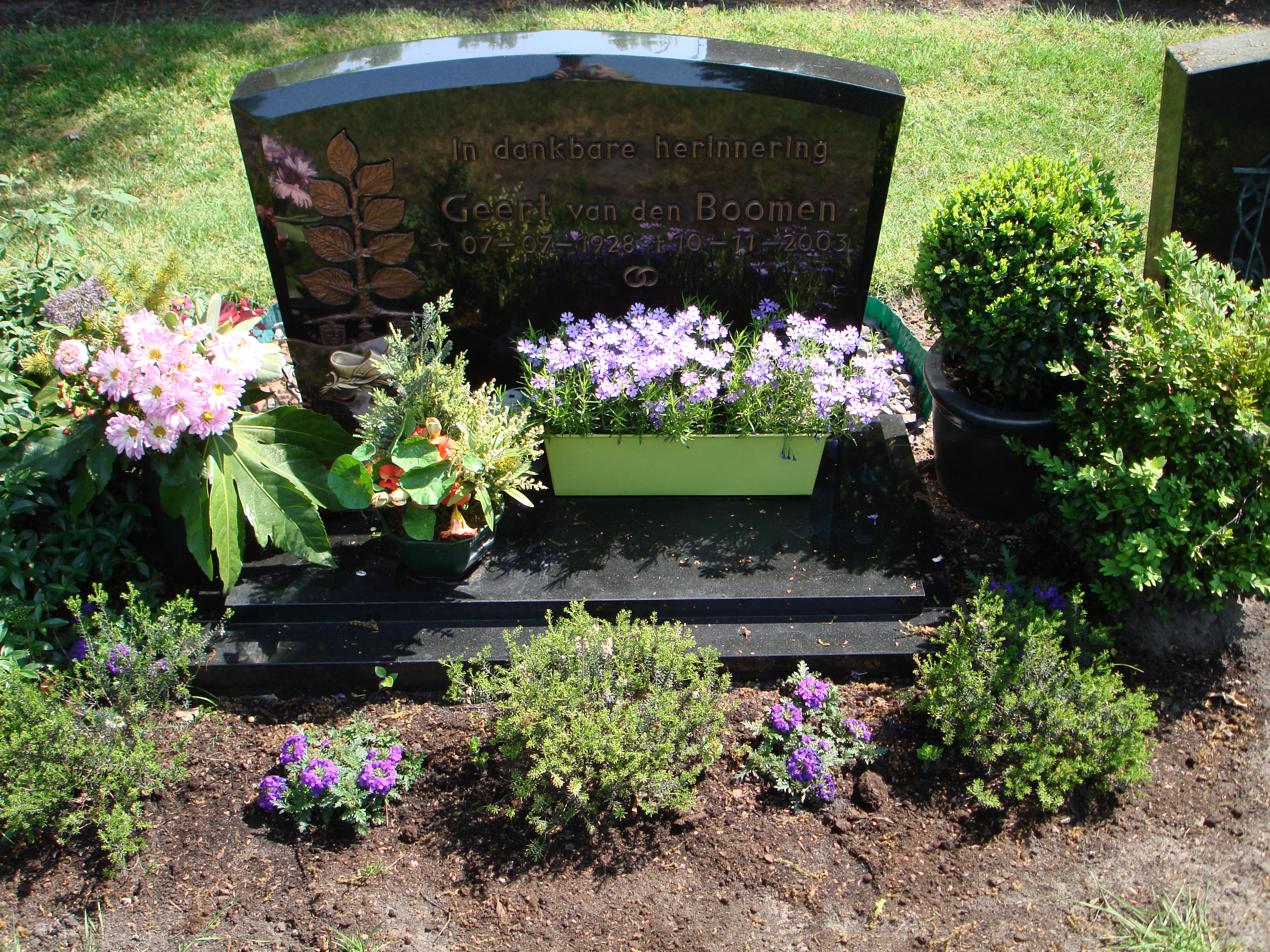
Het graf van Geert van den Boomen op algemene begraafplaats Jacobshof te Deurne

Gerardus Johannes Maria (Geert) van den Boomen (Asten, 7 juli 1928 – Eindhoven, 10 november 2003) was een Nederlands bestuurder in verenigingsverband en initiator van internationale contacten tussen ingezetenen van Duitsland, Frankrijk en Nederland.

## Biografie
Geert van den Boomen werd geboren als zoon van Josephus (Jef) van den Boomen uit Vlierden en Hendrika Antonetta Maria (Drieka) Josten uit Overasselt. Een gelijknamig broertje was een klein jaar eerder op de leeftijd van acht maanden overleden. Hij huwde op 12 augustus 1958 te Deurne met Wilhelmina Johanna Maria (Mien) Althuizen, dochter van een Deurnese kantoorbediende. Uit dit huwelijk werden drie dochters en drie zonen geboren.
Van den Boomen speelde een belangrijke rol in het verenigingsleven in zijn woonplaats Deurne. Hij was 23 jaar voorzitter van drumfanfare de Wilberttamboers en voorzitter van Stichting Holten's Molen, die vanaf 1989 met succes ijverde voor het behoud van Holten's Molen, een bakstenen beltmolen die met zijn drie functies uniek was in Europa. Hij bekleedde de laatste functie tussen 1989 en 2003.
Zijn belang oversteeg echter het lokale niveau. Hij maakte zich sterk voor contacten tussen verschillende verenigingen in binnen- en buitenland. In 1972 legde hij contacten met verenigingen in het Duitse Benteler, en met name de Schützenbruderschaft St. Antonius aldaar. Uiteindelijk zou hij meer dan 25 jaar prominent lid van deze vereniging zijn. Deze contacten leidden in de jaren negentig ook tot een samenwerking van verscheidene Nederlandse en Duitse schuttersgilden, waaronder die van Deurne, Benteler en Gemert. In het Franse Draveil organiseerde hij bovendien een regelmatig terugkerend muziekfestival voor korpsen uit heel Europa, en bemiddelde hij meer in het algemeen in contacten tussen muziekkorpsen uit meerdere landen.
Van den Boomen werd in 1988 onderscheiden als Ridder in de Orde van Oranje-Nassau vanwege zijn bijdrage aan een betere verstandhouding tussen Nederlanders, Duitsers en Fransen, en met de Hoge Broederschapsorde van de Bund der Historischen Deutschen Schützenbruderschaften. Daarnaast was hij ereburger van Draveil in Frankrijk.
Hij werd met gilde-eer begraven op 15 november 2003 op algemene begraafplaats Jacobshof te Deurne.